# Dyspteris mexicaria
Dyspteris mexicaria är en fjärilsart som beskrevs av William Schaus 1901. Dyspteris mexicaria ingår i släktet Dyspteris och familjen mätare. Inga underarter finns listade i Catalogue of Life.